# Dmitri Dasxinski
Dmitri Dasxinski (en belarús: Дмитрий Дащинский) (Minsk, Unió Soviètica 1977) és un esquiador belarús, especialista en esquí acrobàtic.

## Biografia
Va néixer el 9 de novembre de 1977 a la ciutat de Minsk, que en aquells moments formava part de la Unió Soviètica i que avui en dia és la capital de Belarús.

## Carrera esportiva
Especialista en salts acrobàtics, va participar en els Jocs Olímpics d'Hivern de 1998 realitzats a Nagano (Japó), on aconseguí guanyar la medalla de bronze en aquesta disciplina. En els Jocs Olímpics d'Hivern de 2002 realitzats a Salt Lake City (Estats Units) finalitzà en setena posició, i en els Jocs Olímpics d'Hivern de 2006 realitzats a Torí (Itàlia) aconseguí guanyar una nova medalla olímpica, en aquesta ocasió la medalla de plata. En els Jocs Olímpics d'Hivern de 2010 realitzats a Vancouver (Canadà), i amb 32 anys, finalitzà en onzena posició.
Al llarg de la seva carrera ha guanyat dues medalles de plata en el Campionat del Món d'esquí acrobàtic.